# Eonia

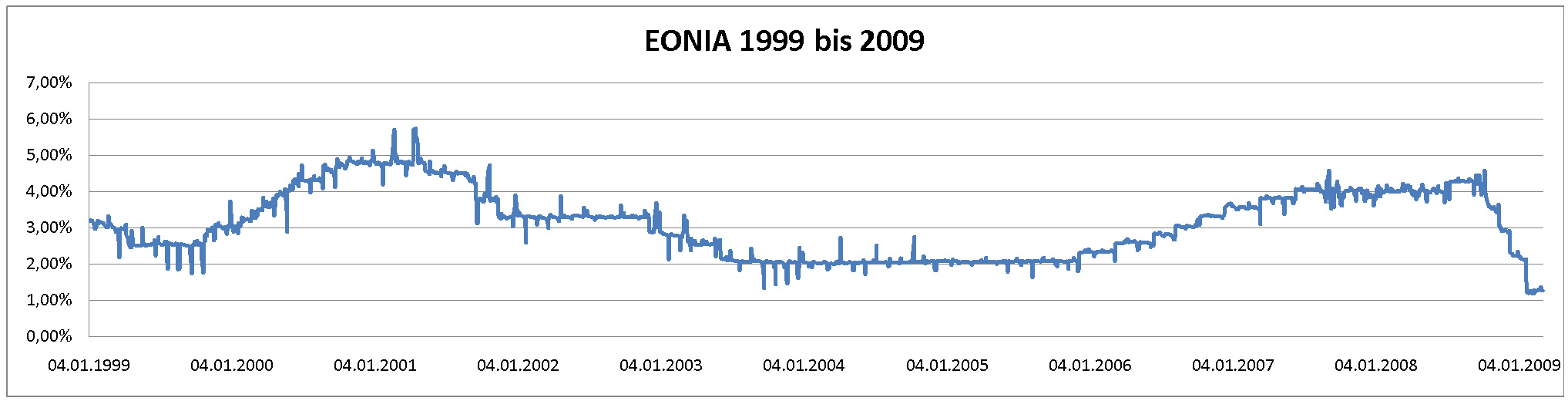
Taux de référence Eonia 1999-2009.

| Sigles de 2 caractères   |
| Sigles de 3 caractères   |
| Sigles de 4 caractères   |
| ► Sigles de 5 caractères |
| Sigles de 6 caractères   |
| Sigles de 7 caractères   |
| Sigles de 8 caractères   |

L'Eonia (Euro Overnight Index Average) est un ancien taux de référence quotidien des dépôts interbancaires « en blanc » (c'est-à-dire sans être gagés par des titres) effectués au jour-le-jour dans la zone euro.
Après le scandale du Libor, l'Autorité européenne des marchés financiers, la BMR, a émis des règles en 2017 pour que les indices soient conformes pour le 1er janvier 2020. Très vite, l'Eonia a estimé qu'il ne pourrait pas être BMR Compliant[Information douteuse], et voit la fin des contributions de ses banques le 30 septembre 2019. La transition se fera grâce à l'indice €STR (Euro Short-term Rate).

## Description
Il s'agit de la moyenne, pondérée par les montants, des taux effectivement traités sur le marché monétaire interbancaire de l'euro pendant la journée par un large échantillon de grandes banques, pour les dépôts/prêts jusqu'au lendemain ouvré. C'est l'un des deux taux de référence du marché monétaire de la zone euro, avec l'Euribor, qui couvre les durées allant d'une semaine à un an.
Point de repère du grand marché monétaire de l'euro, il est parrainé par la FBE qui représente 2800 banques situées dans les États membres.
L'Eonia constitue avec l'Euribor, le taux monétaire de référence de la zone euro depuis le 1er janvier 1999 et s’est substitué au TMP (taux moyen pondéré). Il correspond à un taux effectif déterminé sur la base d'une moyenne pondérée de toutes les transactions au jour le jour exécutées sur le marché interbancaire de la zone euro par les banques de l'échantillon. L'Eonia est calculé par la FBE et par exemple diffusé en France par la FBF à 9 h en J+1.
L'Eonia est coté au comptant sur la base d'une convention de calcul nombre de jours exacts sur 360. Il résulte de la moyenne des cotations de l'échantillon et est exprimé avec trois décimales (depuis le 3 septembre 2007). Chaque banque de l'échantillon doit saisir directement ses données avant 10h45 heure de Bruxelles, chaque jour où Target est ouvert. Les cotations les plus basses et les plus élevées sont éliminées, puis on effectue une moyenne des cotations restantes arrondies à trois décimales.
Taux largement utilisé comme benchmark par les asset managers.
Des positions à plus long terme sur l'Eonia peuvent être prises par l'intermédiaire de swap de taux d'intérêt Eonia.

## Remplacement par l'€STR
La Banque centrale européenne a annoncé le lancement le 2 octobre 2019, sous le nom d'€STR, d'un nouvel indice de taux à court terme, les deux indices continuant à exister simultanément pendant une période de transition. À partir de cette date, l'Eonia est calculé à partir du nouveau taux de référence plus un différentiel fixé à 8,5 bps (0,085 %).
L'EMMI cesse définitivement la publication de l'Eonia le 3 janvier 2022.